# Apeadeiro de Branca

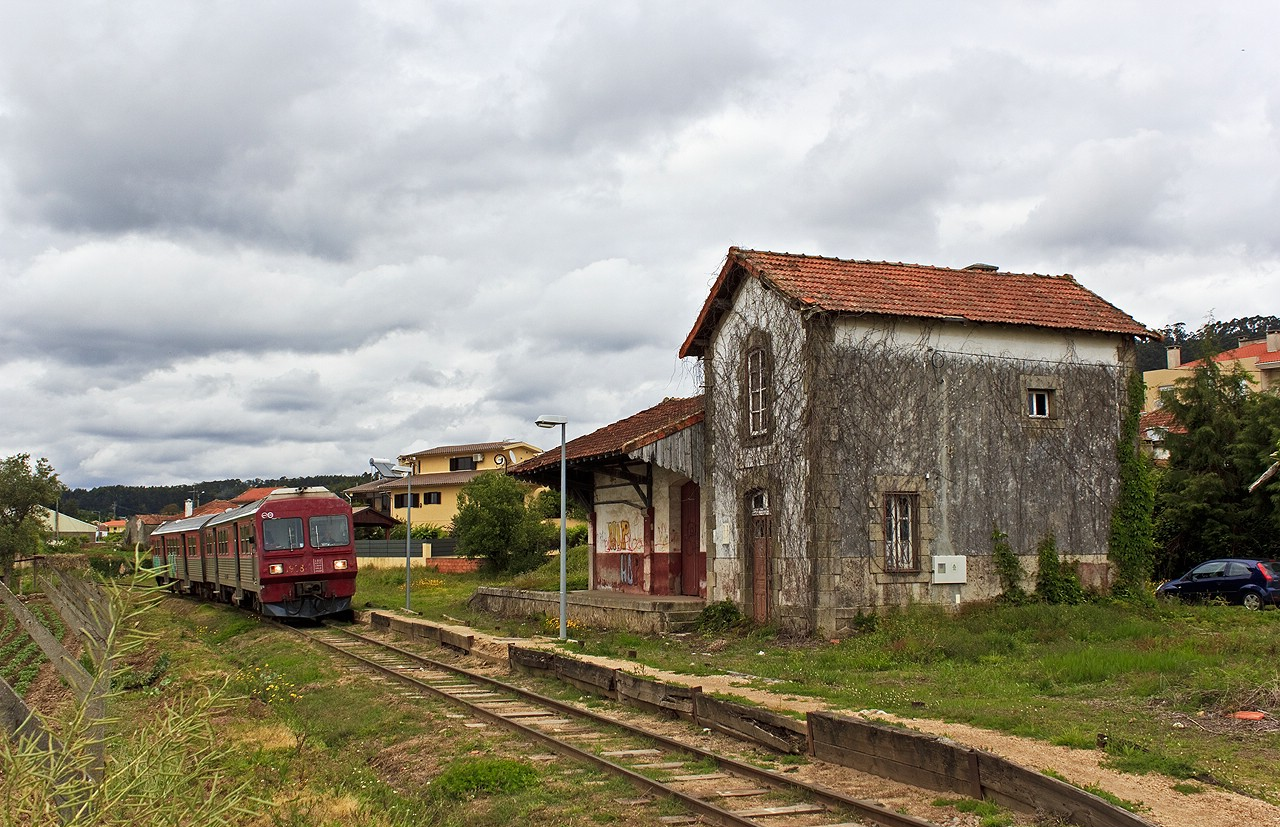
Apeadeiro de Branca, em 2010.

O Apeadeiro de Branca foi uma interface ferroviária da Linha do Vouga, que servia a localidade de Branca, no Distrito de Aveiro, em Portugal.

## Caracterização
A superfície dos carris (plano de rolamento) da estação ferroviária de Branca ao PK 46+000 situava-se à altitude de 15 747 cm acima do nível médio das águas do mar. O edifício de passageiros situava-se do lado poente da via (lado esquerdo do sentido ascendente, a Viseu).

## História
Em 1894, no ante-projecto para o troço do caminho de ferro do Valle do Vouga de Espinho ao Rio Caima, estava programada a construção da Estação de Branca, junto à Estrada Real.
Esta interface insere-se no troço entre Oliveira de Azeméis e Albergaria-a-Velha, que abriu à exploração em 1 de Abril de 1909. Tinha originalmente estatuto de estação, tendo sido mais tarde (antes de 1985) despromovido à categoria de apeadeiro.

Em 2013 os serviços ferroviários foram suspensos no troço entre Oliveira de Azeméis e Sernada do Vouga (incl. Branca), por motivos de segurança, circulando apenas composições com fins técnicos (inspeção, manutenção, etc.), sendo o transporte de passageiros neste trajeto efetuado por táxis ao serviço da C.P. que frequentam locais próximos de cada estação e apeadeiro para tomadas e largadas.